# Askhat Tagybergen
Askhat Tagybergen (Kyzylorda, 9 de agosto de 1990) es un futbolista kazajo que juega en la demarcación de centrocampista para el FC Tobol de la Liga Premier de Kazajistán.

## Selección nacional
Tras jugar en varias categorías inferiores de la selección, finalmente hizo su debut con la selección de fútbol de Kazajistán en un partido amistoso contra Hungría que finalizó con un resultado de 3-0 tras los goles de Tamás Priskin, Roland Varga y un autogol de Konstantin Engel.

## Clubes
| Club              | País       | Año       | Partidos | Goles |
| ----------------- | ---------- | --------- | -------- | ----- |
| FC Kaisar         | Kazajistán | 2008-2012 | 83       | 4     |
| FC Aktobe         | Kazajistán | 2012-2016 | 96       | 3     |
| FC Astana         | Kazajistán | 2016-2017 | 35       | 4     |
| FC Tobol (cedido) | Kazajistán | 2017      | 10       | 0     |
| FC Astana         | Kazajistán | 2017-2018 | 14       | 2     |
| FC Kaisar         | Kazajistán | 2018-2021 | 76       | 14    |
| FC Tobol          | Kazajistán | 2021-2023 | 66       | 16    |
| FC Ordabasy       | Kazajistán | 2023-2025 | 65       | 17    |
| FC Tobol          | Kazajistán | 2025-     | 1        | 0     |